# Eupholus amalulu
Eupholus amalulu es una especie de escarabajo del género Eupholus, familia Curculionidae. Fue descrita científicamente por Porion en 1993.
Habita en Papúa Nueva Guinea.